# Sphecosoma
Sphecosoma este un gen de insecte lepidoptere din familia Arctiidae.

## Specii[1]
- Sphecosoma abdominalis
- Sphecosoma albipalpe
- Sphecosoma alica
- Sphecosoma aurantiipes
- Sphecosoma besasa
- Sphecosoma cognata
- Sphecosoma cosmosomoides
- Sphecosoma curta
- Sphecosoma deceptrix
- Sphecosoma ecuadora
- Sphecosoma fasciolatum
- Sphecosoma flaveolum
- Sphecosoma gracilis
- Sphecosoma linda
- Sphecosoma mathani
- Sphecosoma matta
- Sphecosoma meerkatzi
- Sphecosoma melanota
- Sphecosoma melapera
- Sphecosoma melissa
- Sphecosoma melissina
- Sphecosoma meridionale
- Sphecosoma metamela
- Sphecosoma nigriceps
- Sphecosoma perconstrictum
- Sphecosoma plumbicincta
- Sphecosoma roseipuncta
- Sphecosoma rufipes
- Sphecosoma semelina
- Sphecosoma simile
- Sphecosoma sparta
- Sphecosoma surrenta
- Sphecosoma testacea
- Sphecosoma trinitatis
- Sphecosoma vicinum